# 国际数据集团
国际数据集团（英語：International Data Group），简称IDG，为一家位于美国波士顿的媒体信息技术出版公司，创建于1964年。